# Powiat Žarnovica
Powiat Žarnovica (słow. okres Žarnovica) – słowacka jednostka podziału administracyjnego znajdująca się w kraju bańskobystrzyckim. Powiat Žarnovica zamieszkiwany jest przez 27 634 obywateli (1 stycznia 2003) i zajmuje obszar 426 km². Średnia gęstość zaludnienia wynosi 64,87 osób na km².

## Stosunki etniczne
- Słowacy – 97,1%
- Romowie – 0,9%
- Czesi – 0,5%

### Stosunki wyznaniowe
- katolicy – 83,6%
- luteranie – 1,4%

## Podział administracyjny

### Miasta
- Nová Baňa
- Žarnovica

### Gminy
- Brehy
- Hodruša-Hámre
- Horné Hámre
- Hrabičov
- Hronský Beňadik
- Kľak
- Malá Lehota
- Orovnica
- Ostrý Grúň
- Píla
- Rudno nad Hronom
- Tekovská Breznica
- Veľká Lehota
- Veľké Pole
- Voznica
- Župkov